# P2P Foundation
P2P Foundation ist eine von Michel Bauwens gegründete Non-Profit-Organisation, die sich mit den Implikationen und Möglichkeiten von Peer-to-Peer-Technologien für die Gesellschaft befasst.
Registriert wurde das Institut unter dem Namen Stichting Peer to Peer Alternatives, dossier nr: 34264847 in Amsterdam, Niederlande.

## Zweck
Das erklärte Ziel der Organisation ist es eine Plattform für Befürworter einer gesellschaftlichen Restrukturierung auf Basis von Peer-to-Peer-Prozessen bereitzustellen. Das Choke Point Project der Organisation soll dazu dienen das gesamte Internet zu kartieren und darauf hinzuweisen, wie einfach es ist, die Internetverbindung für weite Teile der Bevölkerung auszuschalten. Es gewann in 2011 den Golden Nica Award für „The Next Idea“.

## Bitcoin-Nakamoto-Kontroverse
Satoshi Nakamoto, der anonyme Erschaffer der Kryptowährung Bitcoin, veröffentlichte einen der ersten Artikel über Bitcoin auf der Website der P2P Foundation.